# Спрингфийлд (Масачузетс)
Вижте пояснителната страница за други значения на Спрингфийлд.
Спрингфийлд (на английски: Springfield, в превод „Пролетно поле“) е третият по големина град в щата Масачузетс, САЩ, и четвъртият по големина в региона Нова Англия. Спрингфийлд е с население от 150 640 жители (2008) и обща площ от 86 км². В Спрингфийлд се намира един от увеселителните паркове на „Six Flags“.